# Alvis 12/60
La 12/60 è stata un'autovettura prodotta dalla casa automobilistica britannica Alvis dal 1931 al 1932 come versione sportiva della Alvis 12/50. La vettura fu sostituita dalla Alvis Firefly nel 1933.

## Descrizione
La vettura era dotata di un motore in linea a quattro cilindri con distribuzione a valvole in testa. Diversamente dalla Alvis 12/50, il motore aveva due carburatori SU e una cilindrata di 1645 cm³, producendo 52 CV (38 kW) di potenza a 4500 giri/min.
La 12/60 era disponibile con la carrozzeria berlina a due porte e roadster a due porte. L'avantreno e il retrotreno ad assali rigidi erano sostenuti da sospensioni a molle a balestra semiellittica. Le versioni TK e TL della 12/60 si differenziano per la diversa tipologia di ruote. La velocità massima, che dipendeva dal tipo di carrozzeria, era di circa 120 km/h. Ne furono realizzati complessivamente 229 esemplari.